# Resultados do Carnaval do Rio de Janeiro em 1963
Nesta página estão listados os resultados dos concursos de escolas de samba, blocos de enredo, frevos carnavalescos, ranchos carnavalescos e sociedades carnavalescas do carnaval do Rio de Janeiro do ano de 1963. Os desfiles foram realizados entre os dias 24 e 26 de fevereiro de 1963.
Acadêmicos do Salgueiro conquistou seu segundo título de campeão do carnaval com um desfile sobre Chica da Silva. O enredo homônimo foi desenvolvido pelo carnavalesco Arlindo Rodrigues, que também foi campeão pela segunda vez no carnaval do Rio. A escola inovou ao apresentar uma ala coreografada, o que gerou gerou opiniões controversas. Outro destaque do desfile foi o samba-enredo composto por Anescarzinho do Salgueiro e Noel Rosa de Oliveira, que é comumente listado entre os melhores do carnaval. Estação Primeira de Mangueira foi vice-campeã com um desfile sobre a Bahia. Últimas colocadas, Unidos de Bangu e Beija-Flor foram rebaixadas para a segunda divisão.
Unidos da Capela venceu o Grupo 2, sendo promovida à primeira divisão junto com a vice-campeã, Unidos de Padre Miguel. Fazendo sua estreia no carnaval carioca, Acadêmicos de Santa Cruz conquistou o título do Grupo 3, sendo promovida à segunda divisão.
Canarinhos das Laranjeiras e Come e Dorme foram os campeões dos blocos. Lenhadores ganhou a disputa dos frevos. Decididos de Quintino foi o campeão dos ranchos. Clube dos Democráticos conquistou o título do concurso das grandes sociedades.

## Escolas de samba

### Grupo 1
O desfile do Grupo 1 foi organizado pela Associação das Escolas de Samba do Estado da Guanabara (AESEG) e realizado entre as 21 horas e 30 minutos do domingo, dia 24 de fevereiro de 1963, e as 10 horas do dia seguinte. O local de apresentação foi transferido para a Avenida Presidente Vargas, no trecho entre a Avenida Rio Branco e a Rua Regente Feijó, sendo a concentração na Praça Pio X, atrás da Igreja da Candelária. Pela primeira vez, os julgadores foram distribuídos por toda a pista de desfile. Além das arquibancadas, foram montadas as primeiras cabines individuais para os jurados. O desfile foi aberto por Beija-Flor e Unidos de Bangu, respectivamente vice-campeã e campeã do Grupo 2 do ano anterior.
| Ordem dos desfiles |
| 1. Beija-Flor 2. Unidos de Bangu 3. União de Jacarepaguá 4. Portela 5. Estação Primeira de Mangueira 6. Império Serrano 7. Mocidade Independente de Padre Miguel 8. Unidos do Cabuçu 9. Acadêmicos do Salgueiro 10. Aprendizes de Lucas |

#### Quesitos e julgadores
Quatorze quesitos foram avaliados com notas de 1 a 5 pontos, sendo que, o quesito Desfile teve seis julgadores. O meio-ponto foi abolido.
| Quesito                       | Quesito            | Julgador                      |
| ----------------------------- | ------------------ | ----------------------------- |
|                               | Comissão de Frente | Gessi Santos                  |
|                               | Bandeira           | Gessi Santos                  |
|                               | Porta-Bandeira     | Nina Vereschinina             |
|                               | Mestre-Sala        | Nina Vereschinina             |
|                               | Enredo             | Rubem Correa                  |
|                               | Letra do Samba     | Rubem Correa                  |
|                               | Evolução           | César Teixeira                |
|                               | Conjunto           | César Teixeira                |
|                               | Bateria            | Arlindo Marques Júnior        |
|                               | Melodia            | Arlindo Marques Júnior        |
|                               | Harmonia           | Aroldo Bonifácio              |
|                               | Fantasias          | Luiz Augusto Pedregal Sampaio |
|                               | Alegorias          | Armando Schomoon              |
|                               | Desfile em Geral   | Everaldo de Barros            |
| Gessi Santos                  | Desfile em Geral   |                               |
| Haroldo Costa                 | Desfile em Geral   |                               |
| Heitor Dias                   | Desfile em Geral   |                               |
| Luiz Augusto Pedregal Sampaio | Desfile em Geral   |                               |
| Manoel Antônio Mendonça       | Desfile em Geral   |                               |

#### Classificação
Acadêmicos do Salgueiro foi o campeão, conquistando seu segundo título na elite do carnaval. O campeonato anterior da escola foi conquistado três anos antes, em 1960. O Salgueiro realizou um desfile sobre Chica da Silva. O enredo homônimo foi desenvolvido pelo carnavalesco Arlindo Rodrigues, que conquistou seu segundo título no carnaval do Rio. Um dos destaques da apresentação foi o samba-enredo composto por Anescarzinho do Salgueiro e Noel Rosa de Oliveira, que é comumente listado entre os melhores do carnaval. Pela primeira vez na história do carnaval carioca, um desfile de escola de samba apresentou uma ala coreografada. Com perucas, luvas e roupas de época, componentes do Salgueiro representaram doze pares de nobres dançando polca. A ala "o minueto" foi coreografada por Mercedes Baptista, a primeira bailarina negra do Theatro Municipal do Rio de Janeiro. Na época, a ideia causou polêmica e dividiu opiniões, recebendo críticas de sambistas mais conservadores. A escola recebeu gritos de "já ganhou" do público que assistia ao desfile. Em apenas dois quesitos a agremiação não obteve nota máxima, Evolução e Conjunto.
Estação Primeira de Mangueira ficou com o vice-campeonato, por oito pontos de diferença para a campeã, com um desfile sobre a Bahia. Terceiro colocado, o Império Serrano desfilou com o enredo "Rio de Ontem e de Hoje ou Exaltação a Mem de Sá". Portela ficou em quarto lugar com uma apresentação sobre o Barão de Mauá. Com um desfile em homenagem a Mestre Valentim, a União de Jacarepaguá se classificou em quinto lugar. Mocidade Independente de Padre Miguel foi a sexta colocada com uma apresentação sobre Minas Gerais. Sétima colocada, a Unidos do Cabuçu realizou um desfile sobre os heróis de Vila Rica. Aprendizes de Lucas ficou em oitavo lugar desfilando com o enredo "Páginas da História". Recém promovidas ao Grupo 1, Unidos de Bangu e Beija-Flor foram rebaixadas de volta para a segunda divisão após se classificarem nos últimos lugares.
| Legenda: Campeão Rebaixadas para o Grupo 2 * Sem informação disponível |

| Col. | Escola                                | Enredo                                                        | Carnavalesco(a)                     | Pontos | Desempate         |
| ---- | ------------------------------------- | ------------------------------------------------------------- | ----------------------------------- | ------ | ----------------- |
| 1    | Acadêmicos do Salgueiro               | Chica da Silva                                                | Arlindo Rodrigues                   | 93     | -                 |
| 2    | Estação Primeira de Mangueira         | Exaltação à Bahia                                             | Júlio Mattos                        | 85     | -                 |
| 3    | Império Serrano                       | Rio de Ontem e de Hoje ou Exaltação a Mem de Sá               | Jorge Bittencourt                   | 80     | Fantasias (4 pts) |
| 4    | Portela                               | Barão de Mauá e Suas Realizações ou Barão de Mauá e Sua Época | Nilton, Oreba, Peres e Finfas       | 80     | Fantasias (3 pts) |
| 5    | União de Jacarepaguá                  | Mestre Valentim e Sua Época                                   | Ana Letícia e Napoleão Muniz Freire | 60     | -                 |
| 6    | Mocidade Independente de Padre Miguel | As Minas Gerais                                               | Ari de Lima                         | 55     | -                 |
| 7    | Unidos do Cabuçu                      | Os Heróis de Vila Rica                                        | *                                   | 53     | -                 |
| 8    | Aprendizes de Lucas                   | Páginas da História                                           | *                                   | 52     | -                 |
| 9    | Unidos de Bangu                       | Brasil, Pátria Universal                                      | Darcy de Jesus                      | 44     | -                 |
| 10   | Beija-Flor                            | O Guarani                                                     | Josefá                              | 39     | -                 |

### Grupo 2
O desfile do Grupo 2 foi organizado pela AESEG e realizado a partir da noite do domingo, dia 24 de fevereiro de 1963, na Avenida Rio Branco. Marcado para as 20 horas, teve início apenas às 21 horas e 50 minutos, sendo finalizado na manhã do dia seguinte.
| Ordem dos desfiles |
| 1. Unidos de Nilópolis 2. Unidos da Tijuca 3. Unidos de Vila Isabel 4. Independentes do Leblon 5. Tupy de Brás de Pina 6. União do Centenário 7. Caprichosos de Pilares 8. Acadêmicos de Bento Ribeiro 9. Filhos do Deserto 10. Flor do Lins 11. Unidos da Capela 12. Império do Marangá 13. Império da Tijuca 14. Unidos de Padre Miguel 15. Imperatriz Leopoldinense |

#### Julgadores
A comissão julgadora foi formada por Malucha Solari; Tatiana Lesko; Dora Pinto; Benjamin Machado; Rubem Rocha.

#### Classificação
Unidos da Capela foi a campeã, garantindo seu retorno à primeira divisão, de onde foi rebaixada no ano anterior. Vice-campeã, a Unidos de Padre Miguel também foi promovida ao Grupo 1, de onde estava afastada desde 1961.
| Legenda: Promovidas ao Grupo 1 Rebaixadas para o Grupo 3 * Sem informação disponível |

| Col. | Escola                      | Enredo                                            | Carnavalesco(a)               | Pontos |
| ---- | --------------------------- | ------------------------------------------------- | ----------------------------- | ------ |
| 1    | Unidos da Capela            | *                                                 | *                             | 60     |
| 2    | Unidos de Padre Miguel      | Costumes e Tradição do Rio Grande do Sul          | Válter Monteiro               | 50     |
| 3    | Imperatriz Leopoldinense    | As Três Capitais                                  | Amaury Jório e Maurílio Silva | 50     |
| 4    | Unidos de Vila Isabel       | Três Acontecimentos Históricos                    | Gabriel do Nascimento         | 47     |
| 5    | Independentes do Leblon     | Brasil Turístico                                  | *                             | 45     |
| 6    | Império da Tijuca           | Reminiscências da Música Popular Brasileira       | Jorge Melodia e Pequenino     | 43     |
| 7    | União do Centenário         | Uma Página da História do Brasil                  | *                             | 38     |
| 8    | Unidos da Tijuca            | Do Oiapoque ao Chuí                               | *                             | 37     |
| 9    | Caprichosos de Pilares      | Ilusão de Um Bandeirante (A Lenda da Pedra Verde) | *                             | 37     |
| 10   | Tupy de Brás de Pina        | Vinte Anos a Serviço do Carnaval                  | *                             | 34     |
| 11   | Flor do Lins                | *                                                 | *                             | 32     |
| 12   | Filhos do Deserto           | *                                                 | *                             | 32     |
| 13   | Império do Marangá          | Exaltação ao Barão do Rio Branco                  | *                             | 27     |
| 14   | Unidos de Nilópolis         | O Último Baile Imperial da Ilha Fiscal            | *                             | 26     |
| 15   | Acadêmicos de Bento Ribeiro |                                                   | *                             | 20     |

### Grupo 3
O desfile do Grupo 3 foi organizado pela AESEG e realizado na segunda-feira, dia 25 de fevereiro de 1963, na Praça Onze. Marcado para as 20 horas, teve início apenas às 21 horas e cinco minutos, sendo finalizado na manhã do dia seguinte.
| Ordem dos desfiles |
| 1. Paz, Música e Alegria 2. União da Piedade 3. União da Ilha do Governador 4. Acadêmicos do Engenho de Dentro 5. Acadêmicos de Santa Cruz 6. Unidos da Vila Santa Tereza 7. Capricho do Centenário 8. Aprendizes da Boca do Mato 9. Império de Campo Grande 10. Unidos de São Carlos 11. Unidos do Morro Azul 12. Em Cima da Hora 13. Acadêmicos de Bonsucesso (Não desfilou) 14. Unidos do Jardim 15. Aprendizes da Gávea 16. Inferno Verde 17. São Clemente 18. Unidos do Éden 19. Paraíso de Santa Teresa 20. Acadêmicos do Engenho da Rainha 21. Unidos da Ponte 22. Independentes de Mesquita 23. Acadêmicos de Marechal Hermes (Não desfilou) 24. Independentes do Zumbi 25. Unidos da Vila São Luís 26. União de Vaz Lobo 27. Unidos do Jacaré 28. Paraíso do Tuiuti |

#### Julgadores
A comissão julgadora foi formada por De Figuêredo; Dirceu Néri; Edmundo Cariso; Milton Moraes; José Pereira dos Santos; Grover Chapman; Antônio Maria Cardoso de Almeida.

#### Classificação
Em seu primeiro ano no carnaval carioca, a Acadêmicos de Santa Cruz foi campeã do Grupo 3, sendo promovida à segunda divisão. A escola venceu nos critérios de desempate após somar a mesma pontuação final que os Aprendizes da Boca do Mato. As escolas Acadêmicos de Bonsucesso e Acadêmicos de Marechal Hermes não desfilaram.
| Legenda: Promovida ao Grupo 2 * Sem informação disponível |

| Col. | Escola                          | Enredo                                    | Carnavalesco(a)                              | Pontos |
| ---- | ------------------------------- | ----------------------------------------- | -------------------------------------------- | ------ |
| 1    | Acadêmicos de Santa Cruz        | Rio Antigo                                | Abílio Correia de Souza                      | 56     |
| 2    | Aprendizes da Boca do Mato      | Artes e Nobreza de Vila Rica              | *                                            | 56     |
| 3    | São Clemente                    | Rio de Antanho                            | Augusto Henrique                             | 55     |
| 4    | Aprendizes da Gávea             | Da Fundação à Guanabara                   | *                                            | 52     |
| 5    | Unidos do Morro Azul            | Romance em Primavera                      | *                                            | 49     |
| 6    | Acadêmicos do Engenho de Dentro | Os Que Não Voltaram - Homenagem à Marinha | *                                            | 47     |
| 7    | União da Piedade                | Transmigração da Família Real             | *                                            | 46     |
| 8    | União de Vaz Lobo               | Ouro Verde - O Café                       | *                                            | 44     |
| 9    | Unidos de São Carlos            | Bahia, Quatro Séculos em Desfile          | José Coelho                                  | 43     |
| 10   | União da Ilha do Governador     | Garimpeiros do Araguaia                   | Nelson                                       | 42     |
| 11   | Unidos da Ponte                 | Homenagem ao Barão de Mauá                | Carmelita Brasil                             | 41     |
| 12   | Unidos da Vila São Luís         | Tentação do Jogo                          | *                                            | 41     |
| 13   | Acadêmicos do Engenho da Rainha | Galeria de Monarquistas e Republicanos    | *                                            | 41     |
| 14   | Unidos do Jardim                | Cachoeira de Paulo Afonso                 | *                                            | 39     |
| 15   | Independentes do Zumbi          | Páginas Imortais da Nossa História        | *                                            | 37     |
| 16   | Unidos da Vila Santa Tereza     | Caçadores de Esmeralda                    | Marco Aurélio Guimarães, Ildebrando e Josafá | 36     |
| 17   | Unidos do Éden                  | Visconde de Cairú                         | *                                            | 36     |
| 18   | Paraíso do Tuiuti               | Glória a Villa-Lobos                      | Júlio Mattos                                 | 36     |
| 19   | Paz, Música e Alegria           | A Revolta de Bequiman                     | *                                            | 34     |
| 20   | Unidos do Jacaré                | Transmigração da Família Real             | *                                            | 33     |
| 21   | Império de Campo Grande         | Vício                                     | *                                            | 30     |
| 22   | Paraíso de Santa Teresa         | *                                         | *                                            | 29     |
| 23   | Inferno Verde                   | Sonho de Bandeirante                      | *                                            | 29     |
| 24   | Em Cima da Hora                 | Insurreição Pernambucana                  | Sebastião Souza de Oliveira                  | 28     |
| 25   | Independentes de Mesquita       | Proclamação da República                  | *                                            | 28     |
| 26   | Capricho do Centenário          | *                                         | *                                            | 22     |

## Blocos de enredo
Canarinhos das Laranjeiras e Come e Dorme foram os blocos campeões.
| Ordem dos desfiles |
| 1. União de Cachambi 2. Bloco do Barriga 3. Unidos de Cordovil 4. Canarinhos das Laranjeiras 5. Pulo do Gato 6. Unidos do Cabral 7. Bafo do Bode 8. Quem Fala de Nós Não Sabe o Que Diz 9. Recreativo de Manguinhos 10. Mocidade Unidos de Triagem 11. Bossa Nova 12. Namorar Eu Sei 13. Não Tem Mosquito 14. Batutas de Oswaldo Cruz 15. Unidos de Maia Lacerda 16. Centenário de Nilópolis 17. Come e Dorme 18. Sereno 19. Acadêmicos de Colégio 20. Batutas de Cordovil 21. Recanto do Sul 22. Mocidade de Água Santa 23. Acadêmicos de Oswaldo Cruz |

## Frevos carnavalescos
Lenhadores foi o clube campeão.
| Col. | Frevo                         | Pontos |
| ---- | ----------------------------- | ------ |
| 1    | Lenhadores                    | 47     |
| 2    | Vassourinhas                  | 44     |
| 3    | Pás Douradas                  | 43     |
| 4    | Batutas da Cidade Maravilhosa | 33     |
| 5    | Misto Toureiros               | 29     |

## Ranchos carnavalescos
O desfile dos ranchos foi realizado a partir da noite de segunda-feira, dia 25 de fevereiro de 1963, na Avenida Presidente Vargas. Com início marcado para 20 horas, começou com mais de uma hora de atraso.
| Ordem dos desfiles |
| 1. Recreio da Saúde 2. Unidos do Morro do Pinto 3. Índios do Leme 4. Unidos do Cunha 5. Aliados de Quintino 6. Decididos de Quintino 7. Azulões da Torre |

### Classificação
Decididos de Quintino foi o campeão.
| Col. | Rancho                   | Enredo                                        | Pontos |
| ---- | ------------------------ | --------------------------------------------- | ------ |
| 1    | Decididos de Quintino    | Reminiscências e Fatos Presidenciais          | 95     |
| 2    | Unidos do Cunha          | Tudo Isto É Brasil                            | 70     |
| 3    | Azulões da Torre         | Riquezas do Brasil                            | 69     |
| 4    | Recreio da Saúde         | Um Passeio pela Poesia do Brasil              | 64     |
| 5    | Unidos do Morro do Pinto | A Epopéia da Nossa História                   | 62     |
| 6    | Índios do Leme           | Sonho de Primavera                            | 60     |
| 7    | Tomara que Chova         | A Chegada e o Reinado de D. João VI no Brasil | 55     |
| 8    | Aliados de Quintino      | Vultos e Glórias do Brasil                    | 37     |

## Sociedades carnavalescas
O desfile das grandes sociedades foi realizado a partir da noite da terça-feira de carnaval, dia 26 de fevereiro de 1963.
| Ordem dos desfiles |
| 1. Embaixada do Sossego 2. Clube dos Democráticos 3. Clube dos Cariocas 4. Fenianos 5. Clube dos Embaixadores 6. Turunas de Monte Alegre 7. Pierrôs da Caverna 8. Tenentes do Diabo |

### Classificação
Clube dos Democráticos venceu a disputa.
| Col. | Sociedade               | Enredo                                                             | Pontos |
| ---- | ----------------------- | ------------------------------------------------------------------ | ------ |
| 1    | Clube dos Democráticos  | Brasil, País de Riquezas pelo Trabalho de Seus Filhos e Imigrantes | 61     |
| 2    | Clube dos Embaixadores  | Retirada da Laguna                                                 | 56     |
| 3    | Tenentes do Diabo       | Nosso Brasil                                                       | 47     |
| 4    | Pierrôs da Caverna      | As Forças do Progresso                                             | 46     |
| 5    | Embaixada do Sossego    | Música, Divina Música                                              | 39     |
| 6    | Turunas de Monte Alegre | 300 Anos do DCT                                                    | 37     |
| 7    | Fenianos                | A Reputação                                                        | 33     |
| 8    | Clube dos Cariocas      | Folclore Brasileiro                                                | 31     |